# Alsomyia keili
Alsomyia keili là một loài ruồi trong họ Tachinidae.